# Synamedia
Synamedia (ehemals NDS Group, Cisco Videoscape) ist ein Unternehmen im Besitz der  Permira Beteiligungsgesellschaft, welches Digital Rights Management und Conditional Access-Systeme entwickelt und vertreibt. Mittlerweile deckt Synamedia neben CAS alle Bereiche digitaler TV-Lösungen ab. Hierzu zählen insbesondere die Middleware MediaHighway, die IPTV-Lösung Synamedia sowie interaktive TV-Anwendungen und mobile Lösungen.
Sitz ist Staines im Vereinigten Königreich, es existiert zudem eine bedeutende Forschungsstätte (NDS Technologies Israel oder kurz NDS Tech) in Jerusalem, Israel, die sich auf Hard- und Software für Smartcards spezialisiert. Weitere Entwicklungsstätten sind insbesondere in Staines, UK sowie in Paris, Frankreich als Zentrum der Aktivitäten im Bereich Middleware.

## Produkte
- VideoGuard: gilt als das verbreitetste DVB-CAS, bisher unkompromittiert
- MediaHighway: Middleware-Lösungen für digitale STB und Digital-TV-Systeme
- Synamedia: IPTV-Lösungen für breitbandige Infrastrukturen
- mVideoGuard: Digital Rights Management und CA-System für mobile TV-Dienste
- XTV: Digitale Videorecorder-Lösungen für personalisiertes Fernsehen
- Value@TV: Interaktive TV-Anwendungen und Spieleapplikationen wie Systemwetten
- VideoCrypt: ehemaliges CAS für analoges Fernsehen; nicht länger im Vertrieb mit weltweitem Umstieg auf digitales Fernsehen

## Geschichte
Das Unternehmen wurde 1989 als News Datacom (NDC) gegründet, später in News Digital Systems (NDS) umbenannt; ursprünglich entwickelte man CA-Systeme für die Schwesterfirma British Sky Broadcasting, diese wurden später auch an andere Anbieter verkauft.
2012 erfolgte der Verkauf an Cisco und die Umbenennung in Cisco Videoscape.
2018 erwarb Permira die Mehrheit und benannte die Firma abermals um.

## Wettbewerb
Konkurrenten:
- Irdeto, Niederlande: Irdeto, Irdeto-2
- Kudelski Group, Schweiz: Nagravision